# ایفون الائی
آیفون الائی (به لاتین: Ẹfọ̀n-Alààyè) یک منطقهٔ مسکونی در نیجریه است که در ایالت اکیتی واقع شده‌است.